# Defesa Owen
A Defesa Owen, também chamada de Defesa do fianchetto da dama é uma defesa de xadrez caracterizada pelos movimentos: 1. e4 b6. Foi nomeada após o forte e amador jogador inglês de xadrez John Owen (1827-1901) jogá-la.
Ao jogar 1...b6, o preto prepara o fianchetto do bispo da dama, onde ele participará da luta no centro. O ponto fraco deste plano é que o branco fica livre para ocupar e controlar o centro com peões, ganhando espaço no tabuleiro. Além disso, o fianchetto do bispo da dama não prepara o roque pequeno, fazendo com que demore mais a conseguir a segurança do rei. Por essas razões, a Defesa Owen não é muito jogada entre os mestres de xadrez.
Em compensação, já que esta defesa não é muito jogada, é raro encontrar algum livro ou site de xadrez que trate sobre ela. Por isso, muitos amadores gostam de usá-la, sabendo que seus adversários saberão muito pouco sobre ela.
Geralmente, o branco responde a 1...b6 com 2.d4, formando um centro forte. Outras alternativas são 2.c4 ou 2.Cf3.
A Defesa Owen, juntamente com outras respostas incomuns a 1.e4, é classificada como B00, na Encyclopaedia of Chess Openings.
- Gioacchino Greco vs desconhecido, 1620

| 1. e4 b6 2. d4 Bb7 3. Bd3 f5 4. exf5 Bxg2 5. Dh5+ g6 6. fxg6 Cf6?? 7. gxh7+! Cxh5 8. Bg6++ |